# Fahrradkette

Kettenantrieb

Aufbau einer nur noch bei Nabenschaltungen verwendeten Fahrradkette mit Hülsen:
1. Außenlasche
2. Innenlasche
3. Bolzen
4. Hülse
5. Rolle

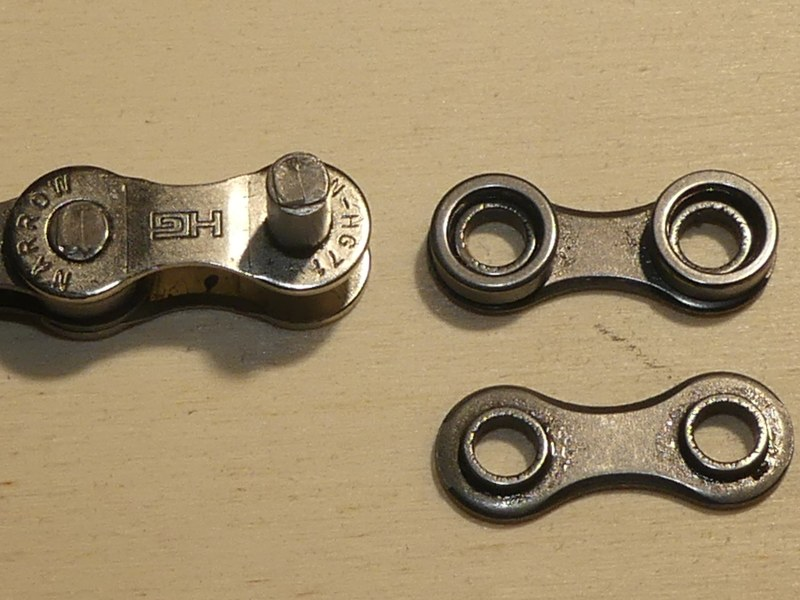
Zerlegte, hülsenlose Lagerkragenkette: die Rollen liegen auf den Kragen der Innenlaschen

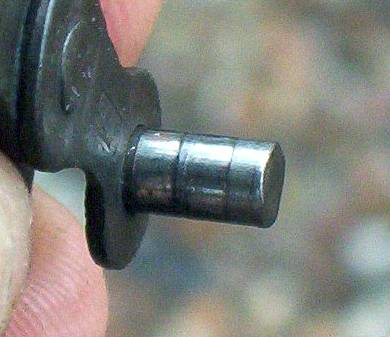
Auf dem Bolzen einer Lagerkragenkette sind die Laufspuren der beiden Lagerkragen zu erkennen.

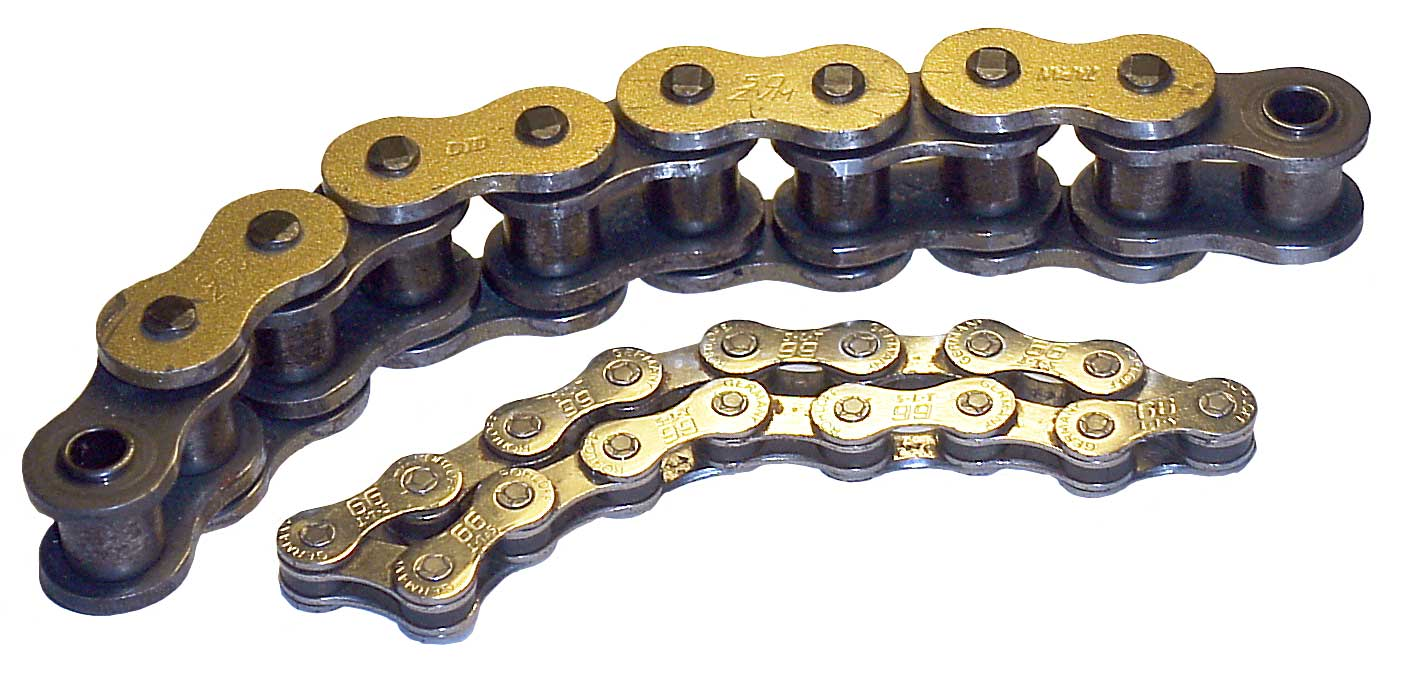
Größenvergleich Fahrrad- und Motorradkette

Die Fahrradkette ist Teil des beim Fahrrad verwendeten Kettengetriebes, mit dem das durch die Tretkraft des Fahrers erzeugte Drehmoment auf das Antriebsrad übertragen wird. Fahrradketten sind in der Regel Rollenketten, seitlich flexible Ketten für Kettenschaltungen Lagerkragenketten. Der Wirkungsgrad einer Kette kann dabei bis zu 98 % betragen. Schaltwerk und Umwerfer einer Kettenschaltung verschieben die laufende Kette seitlich, bis sie auf den danebenliegenden Zahnkranz bzw. das nächste Kettenblatt springt. Um das Überspringen zu erleichtern, sind die Außenlaschen der Kette oft etwas nach außen gewölbt.
Beim üblichen Diamantrahmen und dessen Abwandlungen wird die Kette in der Regel durch das Rahmendreieck auf der rechten Seite des Hinterbaus geführt und mit einem Kettennieter dauerhaft vernietet oder durch ein lösbares Kettenschloss verbunden. Es gibt auch Fahrradrahmen, bei denen der Hinterbau aufgeschraubt werden kann, um die Kette einzubauen, ohne diese zu öffnen, oder deren Kettenstreben erhöht über der Kette verlaufen wie „Elevated-Chainstay“-Rahmen.

## Geschichte

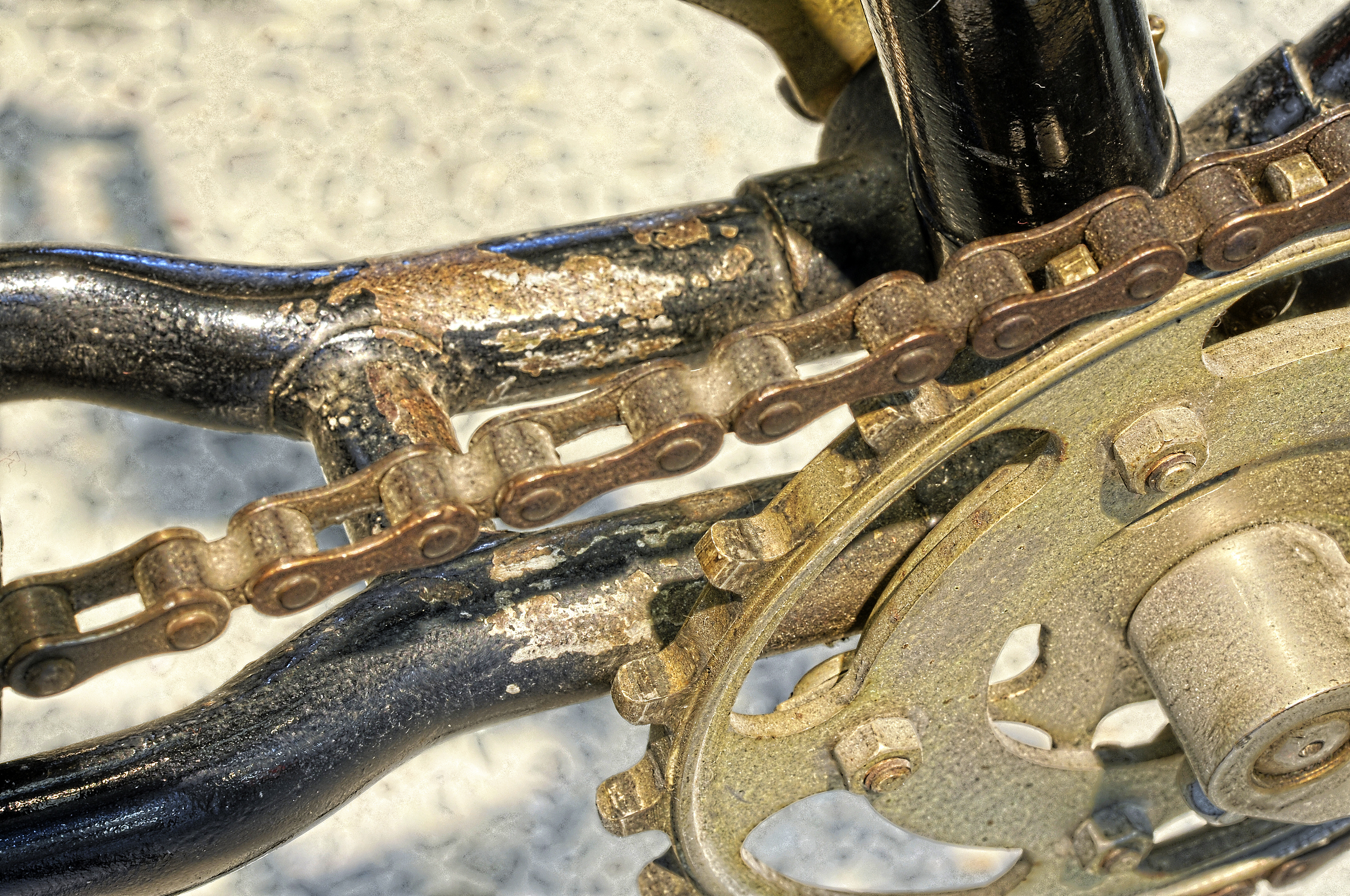
Historische Blockkette an einem Fahrrad von Laurin & Klement, ausgestellt im Škoda Muzeum

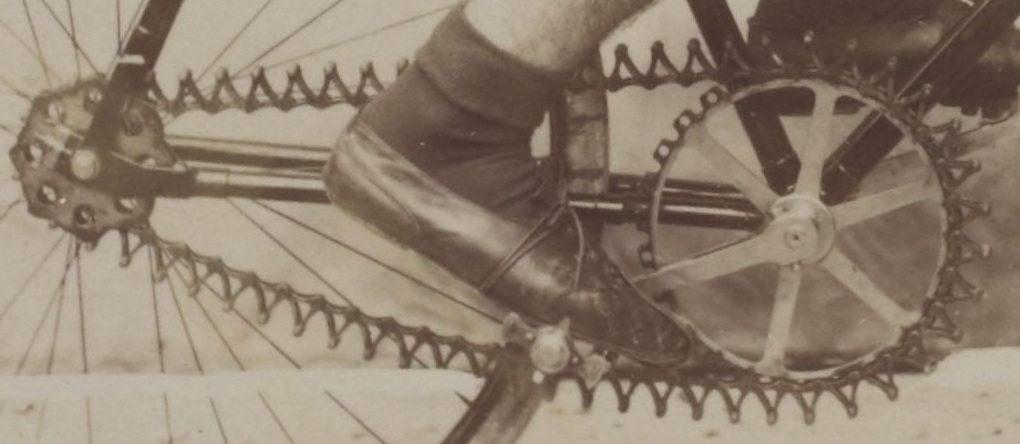
Simpson-Hebelkette

- 1878: Erste in größerer Serie gefertigte Rollenketten mit großer Teilung werden gleichzeitig mit dem Sicherheitsniederrad eingeführt. Nachteilig ist der unruhige Lauf aufgrund der großen Teilung.
- 1880: Für die Rollenkette erhält der Schweizer Hans Renold (* 1852 in Aarau) ein erstes englisches Patent. Eine Firma Renold produziert Rollenketten.
- 1898: Die Gebrüder Nevoigt, Eigentümer der sächsischen Diamant-Fahrradwerke, erfinden die Doppelrollenkette,[1] die zum heutigen Weltstandard gehört.
- 1895: William Spears Simpson erfindet die Simpson-Hebelkette, bei der das Kettenblatt an den inneren Bolzen und das Ritzel an den äußeren Bolzen der dreieckförmigen Kettenglieder eingreift.
- 1978: Das französische Unternehmen Sedisport baut die erste Lagerkragenkette in Serie. Die Bohrungen der Innenlaschen werden zu Lagerkragen ausgeformt, welche die Hülse ersetzen. Dies verbessert Schmierstofffluss und seitliche Beweglichkeit. Gewicht und Herstellungskosten verringern sich.
- 1982: Shimano führt die Uniglide-Kette mit ausgestellten Außenlaschen ein, die die Schalteigenschaften verbessern.
- 1987: Regina entwickelt eine bolzenlose Kette, bei der die Hülsen durch die Außenlaschen hindurchgeführt werden. Die Gewichtsersparnis von 65 g wird mit einem erhöhten Verschleiß erkauft.
- 1988: Rohloff verbessert die Flexibilität und Schaltqualität durch Wiegegelenke statt Bolzen und Hülsen und nach innen angebogene Außenlaschen.

Heute verwendet man bei Nabenschaltungen Ketten mit Hülsen und bei Kettenschaltungen Lagerkragenketten, jeweils fast ausschließlich mit einer Teilung von 1/2".

## Maße und Ausführungen

### Ausführungen
Die übliche Maßkennzeichnung für eine Fahrradkette besteht aus zwei Maßangaben in Zoll (Maß 1 × Maß 2). Das erste Maß bezeichnet den Abstand von Gelenk zu Gelenk (die Kettenteilung), die bei allen heute üblichen Fahrradketten 1/2" (12,7 mm) beträgt. Das zweite Maß bezeichnet die innere Breite an der schmalsten Stelle, also zwischen den Innenlaschen.
Für Kettenschaltungen werden spezielle Schaltungsketten benötigt. Gemäß der am Zahnkranzpaket maximal unterstützten Schaltstufen {\displaystyle n} werden diese auch als „{\displaystyle n}-fach-Ketten“ bezeichnet. Je mehr Ritzel das hintere Zahnkranzpaket enthält, desto schmaler sollte die Kette sein.
| Verwendung                                           | Innenbreite (Zoll) | Außenbreite (mm)            |
| ---------------------------------------------------- | ------------------ | --------------------------- |
| Antriebe ohne Kettenschaltung                        | 1/8"               | ca. 9 mm                    |
| moderne Nabenschaltung, Kettenschaltungen bis 8-fach | 3/32"              | 7–8 mm                      |
| 9-fach-Kettenschaltungen                             | 11/128"            | 6,5–7 mm                    |
| 10-fach-Kettenschaltungen                            | 11/128"            | 6 mm 5,9 mm (Campagnolo)    |
| 11-fach-Kettenschaltungen                            | 11/128"            | 5,62 mm 5,5 mm (Campagnolo) |
| 12-fach-Kettenschaltungen                            | 11/128"            | 5,3 mm 5,15 mm (Campagnolo) |
| 13-fach-Kettenschaltungen                            | 11/128"            | 4,9 mm                      |

Historisch waren auch Blockketten und andere Maße wie 5/8" x 5/32" üblich.
Die Masse einer Kette variiert je nach Anwendungsfall und Länge. Fahrradketten für Kettenschaltungen wiegen etwa 250 bis 350 g, Nabenschaltungsketten 275 bis 350 g je 100 Kettenglieder. Im Handel findet man meist Ketten mit 110, 114 oder 116 Gliedern, welche individuell gekürzt werden können.
Während die Hersteller den Ketten für Fahrräder ohne Kettenschaltung meist ein robustes und wiederverwendbares Kettenschloss beilegen, werden moderne schmale Ketten überwiegend durch Vernietung verschlossen. Shimano legt den schmalen Ketten einen speziellen Nietstift zum Verschließen der Kette bei, der zur Vereinfachung der Handhabung einen Führungsstift besitzt, welcher nach dem Vernieten abgebrochen wird. Zur Verlängerung der Haltbarkeit wird empfohlen, diesen Stift in der gleichen Richtung einzudrücken, in der der vorher vorhandene Stift herausgedrückt wurde (sofern die Kette zuvor gekürzt worden war). Zusätzlich sollen die äußeren Laschen in Kettenlaufrichtung vorn liegen, bevor sie vernietet werden. Und sofern die Kette später wieder geöffnet werden soll, sollte dies nicht an der Stelle geschehen, an welcher bei der Montage der spezielle Verschlussstift eingesetzt worden war.
Ein auf der Kettenstrebe befestigter Kettenstrebenschutz verhindert beim Überfahren von Bodenunebenheiten das Schlagen der Fahrradkette auf das Rohr der Kettenstrebe.

### Kettenschloss

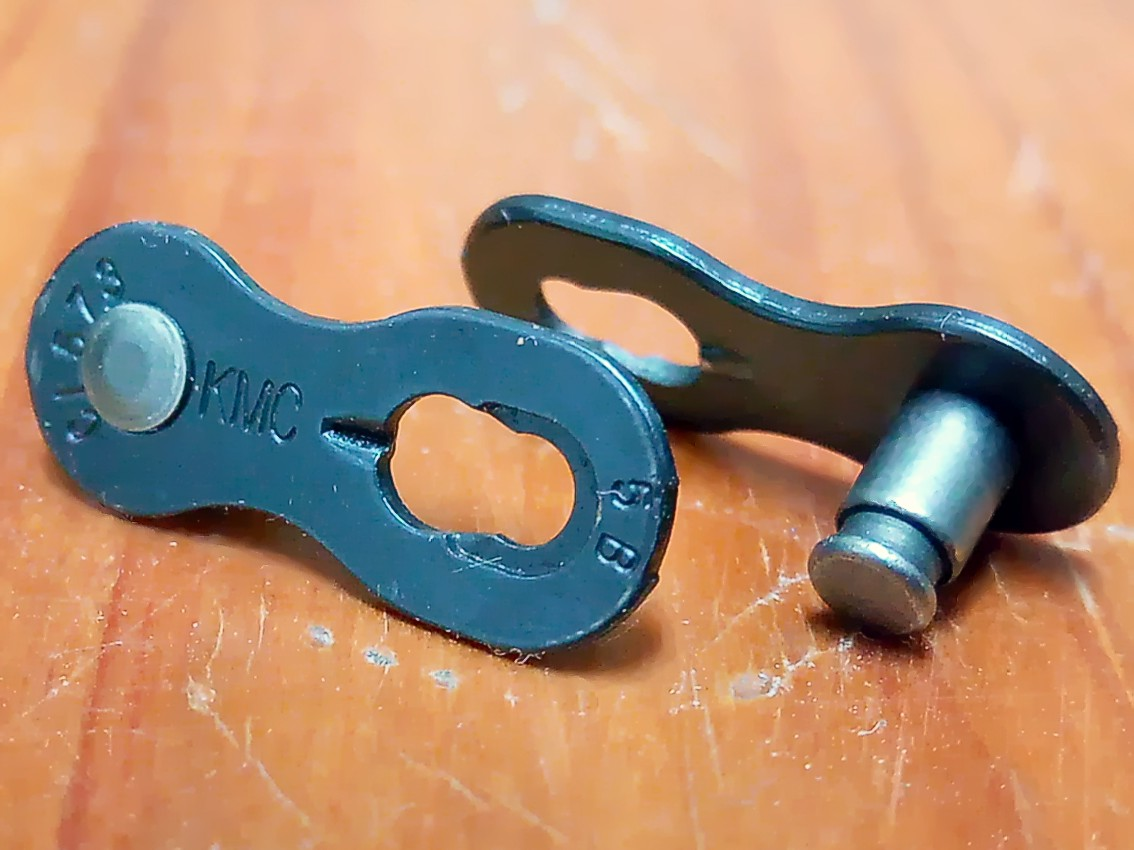
Kettenschloss für eine Schaltungskette

Ein Kettenschloss ersetzt die Außenlaschen und Bolzen eines regulären Kettengliedes und dient zum Verschließen und zum Austausch der Kette.
Breite Ketten zur Verwendung mit Nabenschaltungen werden mit Kettenschloss mit verlängerten Bolzen verbunden. Die Enden der Bolzen sind ringsum genutet, so dass ein länglicher Sicherungsring darübergeschoben werden kann. Der Sicherungsring lässt sich mit einer Kombizange verriegeln und wieder lösen.
Bei Kettenschaltungen dürfen die Bolzen des Kettenschlosses seitlich nicht überstehen, da sonst der Sitz und Lauf der Kette behindert würde (etwa im Käfig des Schaltwerks). Der zusätzliche seitliche Sprengring wird daher durch Außenlaschen ersetzt, die mit einem Langloch versehen sind, welches sich zur Mitte der Außenlasche hin etwas verbreitert. Die mit einer feinen Nut versehenen Bolzen können dort eingesteckt werden und rutschen bei kräftigem Zug in den schmaleren Teil des Langlochs und rasten ein. Das Kettenschloss wird durch Zusammenschieben geöffnet, entweder indem eine Spitzzange zwischen die Rollen geführt wird oder durch Z-förmiges Falten der Kette am Kettenschloss und Zusammendrücken mit einer Wasserpumpenzange.

### Zugfestigkeit
Die Normen DIN 8187-1 und ISO 9633 fordern, dass eine Fahrradkette einer Zugbelastung von 10 kN standhalten muss.

## Kettenlinie
In der Aufsicht des Fahrrads ist die Kettenlinie die Linie, als welche die Kette in ihrer gedachten mittleren Stellung erscheint. Sie verläuft durch das mittlere Ritzel und durch das mittlere Kettenblatt oder, bei gerader Ritzel- bzw. Kettenblattzahl, durch die Mitte zwischen zwei Blättern bzw. Ritzeln. Der Abstand zwischen Rahmenmitte und Kettenlinie wird ebenfalls kurz Kettenlinie genannt. Übliche Werte für diesen Abstand sind 47,5 mm oder 50 mm, bei Bahnrädern meist 42 mm.
Die Kettenlinie bestimmt, unter welchem Winkel die Fahrradkette zwischen den vorderen Kettenblättern und den hinteren Ritzeln verläuft. Idealerweise liegen Kettenblatt und Ritzel in einer geraden Linie. In diesem Fall ist die optimale Kraftübertragung möglich – der Wirkungsgrad erreicht sein Maximum, der Verschleiß ein Minimum.
Die Kettenlinie einer Kettenschaltung sollte so gewählt werden, dass die Kette in den am häufigsten verwendeten Gängen möglichst gerade läuft.
Ebenso wie der Q-Faktor (der waagerechte Abstand zwischen den Außenkanten der linken und der rechten Kurbel) kann die Kettenlinie durch die Verwendung einer Innenlagerwelle mit einer anderen Länge oder Kurbeln mit anderer Ausladung verändert werden. Moderne Kurbelsätze mit außenliegenden Lagern sind oft nur in wenigen Varianten erhältlich. Kleinere Veränderungen können auch durch die Verwendung von Unterlegscheiben zwischen dem Flansch der Lagerhülsen und dem Tretlagergehäuse vorgenommen werden.

## Einlauflängung
Bei neuen Ketten berühren sich Kettenbolzen und Kettenhülse bzw. Lagerkragen linienförmig. Auf den ersten 100 bis 200 km kommt es aufgrund der kleinen Kontaktfläche beider Teile zu einer erhöhten Längung, während sich die Radien einander anpassen.

## Verschleiß und Pflege

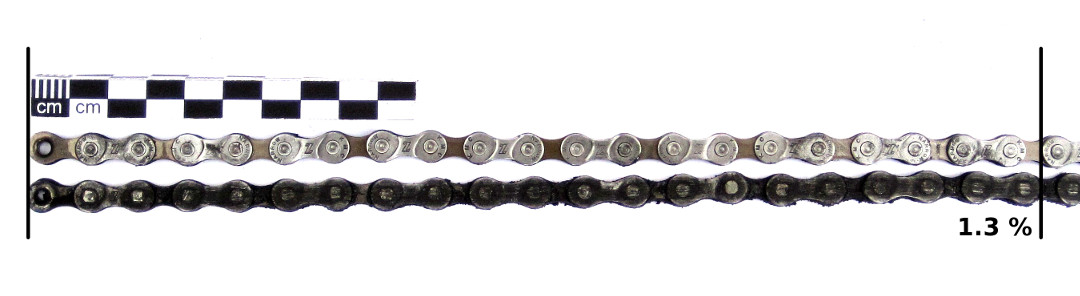
Neue (oben) und gebrauchte Schaltungskette nach 5000 km

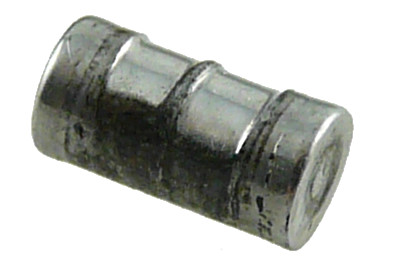
Bolzen einer Fahrradkette nach 4000 km Laufleistung mit deutlichen Einlaufspuren der beiden Lagerkragen. Länge 7 mm; Durchmesser 3,7 mm

Beim Gebrauch kommt es zu einem Abrieb zwischen Verbindungsbolzen und Hülsen bzw. Lagerkragen und infolgedessen zu einer Längung der Kette. Wenn eine bestimmte Länge überschritten wird, kommt es an den Ritzeln zu erhöhtem Verschleiß, in geringerem Maß auch an den Kettenblättern. Um deren Lebensdauer zu maximieren, sollte insbesondere bei Fahrrädern mit Kettenschaltung die Längung der Kette regelmäßig mit einer Kettenlehre, einem Stahllineal oder einem Messschieber überprüft werden, siehe Kettenverschleißmessung.
Die Abbildung rechts vergleicht eine neue mit einer gebrauchten Kette. Ketten üblicher Qualität längen sich nach etwa 5000 km um 1 bis 2 %. Das Bild darunter zeigt einen einzelnen Kettenbolzen. Dort, wo er in der Außenlasche verpresst war, beträgt der Durchmesser unverändert 3,7 mm. Der Verschleiß durch die Bewegung des Lagerkragens der Innenlasche unter Zugbelastung führte nach etwa 4000 km zu einer Abrasion von ungefähr 0,2 mm. Bezogen auf ein Kettenglied von ~13 mm Länge entspricht dies der beobachteten Längung.
Der Verschleiß wird überwiegend durch die Reibung der Lagerkragen auf den Bolzen beim Abwinkeln der gelenkigen Kettenglieder beim Umlauf um Kettenblätter und Ritzel bewirkt. Je größer Kettenblätter und Ritzel sind, desto geringer der Drehwinkel der Kettenglieder beim Auf- und Ablaufen vom Kettenrad. Verstärkt wird dieser verschleißsenkende Effekt dadurch, dass sich auch die Kettenspannung verringert, wenn die Kette über größere Kettenblätter und Ritzel läuft.
Der bei Kettenschaltungen unvermeidbare Schräglauf der Kette und das Schalten unter Last erhöhen den Verschleiß.
Lange Ketten wie die von Liegerädern halten länger, da jedes einzelne Kettenglied seltener in Eingriff kommt.
Die Laufleistungen variieren von 1000 km bei Einsatz mit Kettenschaltung bei Schlechtwetter auf unbefestigten Wegen, über 3000 bis 5000 km bei Kettenschaltung mit guter Pflege oder weitgehend trockenen Einsatzbedingungen bis weit über 6000 km bei breiten Ketten ohne Kettenschaltung und mit guter Pflege. Geschützt laufende Ketten wie bei Hollandrädern und Velomobilen können mehrere zehntausend Kilometer ohne relevante Abnutzung überstehen. 
Verschleiß und Lebensdauer der Kette hängen im Wesentlichen von der Menge der abrasiv wirkenden mineralischen Partikel ab, die in die Gelenke eindringen. Ketten in einem Kettenkasten halten daher wesentlich länger. Bei häufigen Regenfahrten kann die Kette durch ausreichend lange Schutzbleche, Schmutzfänger oder einem Kettenschutz vor dem Spritzwasser von Vorder- und Hinterrad geschützt werden.
Bei einer offen laufenden Kette kann nicht verhindert werden, dass sich feine Partikel mit dem Schmiermittel vermischen. Durch eine Reinigung der Kette kann jedoch ein Teil des abrasiv wirkenden Staubs entfernt werden.

### Kettenpflege
Fahrradketten benötigen eine Schmierung, um sie vor Korrosion und einem schnellen Verschleiß zu schützen. Ein Schmierfilm verringert Verschleiß und Reibung, indem er sich zwischen die beweglichen Teile der Kette legt.
Durch den Kontakt mit Feuchtigkeit und Staub wird der Schmierfilm abgetragen.
Ein Nachschmieren der Kette ist spätestens dann erforderlich, wenn bei Betrieb ein Geräusch zu hören ist.
Neue Ketten werden mit einem gut haftenden und zähen Schmierstoff ausgeliefert, der bei Nässe kaum abgewaschen wird und wenig Staub bindet. Erst wenn diese vom Hersteller aufgebrachte Schmierschicht abgetragen wurde, sollte eine erneute Schmierung der Kette vorgenommen werden.

#### Fetten
Zähflüssige Kettenöle bzw. Haftschmierstoffe verbleiben nach dem Auftrag teilweise auf der Oberfläche der Kette. Sie bilden dort mit Staub und Kettenabrieb einen schwarzen Schmierfilm, der Kleidung und Haut verschmutzt, sofern kein Kettenschutz vorhanden ist. Sie werden auch auf Motorradketten verwendet. Durch die zähflüssige Konsistenz wird anhaftender Staub weniger in das Innere der Kette getragen, als bei dünnflüssigen Ölen.

#### Ölen
Die Fahrradkette mit Öl zu pflegen ist die einfachste Variante. Dabei wird ein dünner Ölfilm auf die Gelenke der Kette aufgetragen. Das Öl zieht in die Kette ein und schmiert alle beweglichen Teile. Idealerweise wird regelmäßig nur geringfügig nachgeölt, da eine zu große Menge Öl einen schwarzen Schmierfilm auf der Kette bildet, ohne dass sich die Schmierwirkung erhöht. Das Nachölen sollte jeweils nach etwa 100 km oder nach einer Regenfahrt erfolgen. Nachteil der Ölschmierung ist die etwas geringere Standzeit des Schmierfilms. Bei dickflüssigem Kettenöl haftet Schmutz auf der Oberfläche der Kette. Dünnflüssiges Kettenöl kann Staub und Schlammpartikel in das Innere der Kette befördern.
Verfügt das Fahrrad über einen geschlossenen Kettenkasten, kann die Kette hingegen bedenkenlos mit einer reichlichen Schmierung versehen werden, die für lange Zeit nicht erneuert werden braucht.

#### Trockenschmieren
Ölfreie Schmierstoffe auf Basis von Graphit, Silikon, MoS2, hexagonalem Bornitrid oder PTFE (Polytetrafluorethylen; DuPont-Handelsname: Teflon) sind nicht klebrig. Sie werden bei Regenfahrten jedoch eher ausgespült, was ein Nachschmieren erforderlich macht. PTFE gehört zu den Ewigkeitschemikalien, die in der Umwelt kaum abbaubar sind und deren Verwendung aus ökologischer Sicht bedenklich ist.
Die beste Schmierwirkung erzielt MoS2, während Graphit schlecht zur Kettenschmierung geeignet ist.

#### Wachsen
Das Wachsen von Fahrradketten wurde aus dem Motorradbereich übernommen und verbreitet sich zunehmend. Wachs bindet weniger Schmutz an der Fahrradkette, hat jedoch eine geringere Schmierwirkung und schützt die Kette weniger gut gegen Feuchtigkeit. Da sich Wachs kaum mit Fett und Öl verbindet, wird empfohlen, die Kette vor dem Auftragen von Wachs vollständig zu entfetten. Dies geschieht mit Lösungsmitteln wie Nitroverdünnung oder Bremsenreiniger.
Um zu erreichen, dass das Wachs in das Innere der Kette eindringt, wird die Kette entweder in heißem Wachs eingetaucht oder mit einem Flüssigwachs behandelt, welches Lösungsmittel enthält oder emulgiert vorliegt. Eine heißgewachste Fahrradkette kann mit Flüssigwachs nachgeschmiert werden.

### Abnutzung und Austausch
Da sich die Teilung von Kettenblättern und Zahnkränzen im Gegensatz zur Kette durch Verschleiß nicht ändert, führt die Längung der Kette dazu, dass nur noch die letzten Zähne von den Rollen der Kette belastet werden. Schließlich greift die Kette nur noch auf einem einzigen Zahn und rollt ein Stück weit am Zahn entlang, bis die nächste Rolle in Kontakt mit der Zahnflanke tritt. Wird die Kette nun nicht gewechselt, so nutzen sich die Zähne durch die auf ihnen abrollende Kette zur Spitze hin ab, bis zuletzt nur noch Zahnstümpfe verbleiben, auf denen die Kette keinen Halt mehr findet. Sie reitet auf und springt über.
Die Kette nutzt in der Regel schneller ab als Ritzel und Kettenräder.
Wird die Kette rechtzeitig gewechselt, so braucht das Ritzelpaket einer Kettenschaltung meist erst bei der dritten Erneuerung der Kette ausgetauscht werden. Wurden die ersten beiden Ketten nach einem sinnvollen Intervall von beispielsweise 2000 km gewechselt, so kann die dritte Kette für ein doppelt so langes Intervall genutzt und anschließend wieder gegen die erste und zweite Kette ausgetauscht werden. Dieses Vorgehen ermöglicht die bestmögliche Ausnutzung des Ritzelpakets.
Werden abgenutzte, aber noch nicht vollständig verschlissene Ritzel mit einer neuen Kette kombiniert, so kommt es häufig zum Überspringen der Kette. Springt die Kette lediglich auf den kleineren Ritzeln eines Ritzelpakets, so ist ein Austausch des Ritzelpakets nicht unbedingt erforderlich. Nachdem die Kette eingelaufen ist und sich etwas gelängt hat, wird sie in der Regel nicht mehr überspringen.
Bei regelmäßiger Erneuerung der Kette liegt der Kontaktpunkt mit dem Zahn stets nahe der Basis der Zahnflanke. Der Verschleiß an dieser Stelle kann mit der Zeit zur Ausbildung einer hakenförmigen Zahnform führen. Hakenförmige Zähne können die Kette am Auslauf vom Ritzel bzw. vom Kettenblatt mitziehen. Wird die Kette dabei zu stark eingezogen, sollten die Spitzen der Zähne abgefeilt werden.
Anhaltspunkte:
- Bei einer Kettenlängung von 0,075 mm (bezogen auf ein Kettenglied) sollte die Kette gewechselt werden (typ. nach ca. 1000–2000 km, je nach Kettentyp, Belastung und Verschmutzung). Dieser Wert entspricht einer relativen Längung von 0,59 % bezogen auf die übliche Kettenteilung. Kettenlehren unterscheiden mehrere Bereiche: z. B. <0,5 %, 0,5–0,75 %, 0,75–1,0 % >0,8 %, >1,0 %.
- Bei einer Längung von 0,1 mm (0,79 %) zeigen insbesondere die kleinen Zahnkränze von Kettenschaltungen Abnutzungen (nach 2000–4000 km)
- Bei einer Längung von 0,2 mm sind deutliche Abnutzungen auf den Ritzeln zu sehen, ebenso auf den großen Kettenblättern (nach 3000–4000 km).
- Wird eine Kette erst bei einer Längung von über 0,2 mm ausgetauscht, so wird die neue Kette in der Regel überspringen. Dann müssen entweder auch die Ritzel ausgetauscht werden oder es wird eine gebrauchte, aber weniger stark abgenutzte Kette eingebaut.

## Synchronkette beim Tandem
Die meisten Tandems sind mit einer zweiten Kette, der Synchronkette, ausgestattet. Diese verläuft meist auf der linken Seite und verbindet die beiden Kurbelgarnituren miteinander. Dabei handelt es sich um eine gewöhnliche Fahrradkette mit angepasster Länge.

## Sekundärkette beim Dreirad
Dreiräder sind häufig mit einem Differentialgetriebe ausgestattet. Für Schaltnaben oder Kettenschaltungen ist dann an der Hinterachse kein Platz. Das Problem wird konstruktiv so gelöst, dass vor der Hinterachse beispielsweise eine Schaltnabe angeordnet wird, die vom Kettenblatt aus über eine normale Fahrradkette – die Primärkette – angetrieben wird. Auf der linken Seite der Nabe ist am Gehäuse ein weiteres Kettenrad angebracht, das über eine zweite kurze Kette – die Sekundärkette – dann das Differentialgetriebe auf der Hinterachse antreibt.

## Alternativen
Als seltene Alternativen zur Fahrradkette gibt es
- Zahnriemenantrieb (Fahrrad)
- Fahrrad#Kardanwellentrieb zum Hinterrad.
- Keilriemenantrieb – Mercedes-Benz verkaufte Ende der 1990er Jahre einige Fahrradmodelle mit einem gezahnten Keilriemen.[16]